# ایرت
latitudeایرتlongitudeایرت
ایرت (به انگلیسی: Erith) شهرکی در منطقه بکسلی لندن است که در انگلستان واقع شده‌است.